# Psalidognathus rufescens
Psalidognathus rufescens là một loài bọ cánh cứng trong họ Cerambycidae.